# Marco Minúcio Augurino
Marco Minúcio Augurino (em latim: Marcus Minucius Augurinus) foi um político da República Romana da gente Minúcia no século V a.C. Serviu como cônsul por duas vezes, em 497 e 491 a.C., as duas vezes com Aulo Semprônio Atratino.

## Origens familiares
Em bora os Minúcios tenha sido tradicionalmente conhecidos como plebeus, as origens da família são de fato patrícias e é deste ramo da família que Minúcio Augurino descende. Ele era irmão de Públio Minúcio Augurino, que serviu como cônsul em 492 a.C.

## História
Minúcio Augurino foi o primeiro de sua gente a se tornar cônsul, servindo em 497 e 491 a.C. Em ambas as ocasiões, serviu com Aulo Semprônio Atratino. Durante seu primeiro mandato, foi encarregado de consagrar o recém-construído Templo de Saturno, no Fórum Romano. Foi durante seu consulado que as festividades à volta da Saturnália começaram.
Ele foi novamente eleito cônsul em 491 a.C. O ano anterior havia sido de fome em Roma e, em 491 a.C., no segundo mandato de Semprônio, uma grande quantidade de milho foi importada da Sicília e a questão de como as provisões deveriam ser distribuídas entre os cidadãos romanos, assim como as tensões da recente secessão da plebe, levaram ao exílio e deserção de Caio Márcio Coriolano, logo depois de ele ter fracassado em seu ataque contra as reformas que surgiram depois da secessão, especialmente a criação do cargo de tribuno da plebe.